# Święty Dentelin
Święty Dentelin (zm. w VII wieku w h. Hainaut w Niderlandach) – brat św. Landeryka, święty Kościoła katolickiego.
Był jednym z czworga dzieci grafa Hainautu św. Wincentego Madelgariusza (+677) z Soignies (niderl. Zinnik w Belgii) i św. Waldetrudy (+688). Zmarł w wieku siedmiu lat i pochowany został w Soignies. Został uhonorowany, tak jak jego rodzina, w całym hrabstwie Hainaut.
Jego relikwie zostały później przeniesione do kolegiaty w Rees nad Renem założonej w 1040 roku. Do roku 1870 był czczony, jako drugi patron miasta.
Wspomnienie liturgiczne św. Dentelina obchodzone jest 14 lipca (razem z ojcem) lub 16 marca.